# Knowe of Rowiegar
Der Knowe of Rowiegar auf der Orkneyinsel Rousay ist der Rest eines Passage Tombs vom Typ Stalled Cairn oder Orkney-Cromarty (OC), einer in Schottland verbreitete Megalithanlagenform des 4. und 3. Jahrtausend v. Chr. Sie hat den Namen Stalled Cairn von der Tatsache, dass die Grabkammer durch in Abständen beidseitig aufgestellte, dünne Platten stallartig in Boxenreihen unterteilt ist. Der Typ ist mit 60 Anlagen auf den Orkney vertreten und mit der Unstan Ware als Keramik verbunden. Knowe, Know oder Knoll ist die lokale Bezeichnung für einen kleinen, runden Hügel, (englisch Hillock). 
Der Hügel wurde 1937 von W. G. Grant ausgegraben. Das südöstliche Ende der Kammer war stark beschädigt. Alle Spuren der Zugangsseite (ein Drittel der Länge) waren durch den Bau eines Souterrains (englisch Earth house) vernichtet. 
Der erhaltene Rest, dessen gesamter oberer Bereich ebenfalls fehlt, besteht aus zehn gegenüberliegenden Boxen und einer Endkammer und ist etwa 18,0 m lang. Mindestens zwei weitere Seitenboxen sind durch das Souterrain zerstört worden. Der Nordwest-Südost orientierte etwa rechteckige  Cairn ist etwa 27,0 m lang und 6,5 bis 7,5 m breit. Um den Cairn wurden eisenzeitliche Gebäudereste und Objekte gefunden, die anhand der Keramik datiert wurden. Die Masse des Cairnmauerwerks liegt im Bereich einer dicken bogenförmigen Mauer, die in Richtung Strand ragt und ähnlich auch beim nahen Midhowe Cairn vorkommt.
Zahlreiche Funde einschließlich der Keramik und der Steingeräte befinden sich im National Museum of Antiquities of Scotland. 2005 wurde eine Schachtel mit menschlichen Überresten in einem Museum in Aberdeen entdeckt. Dies ermöglicht, es die Knochen zu untersuchen und zu datieren. Ein Aspekt ist, dass die Schädel von Rowiegar absichtlich zerschlagen wurden. Da es keine Beispiele für ähnliche Praktiken in anderen Megalithanlagen auf Orkney gibt, ist die Bedeutung unklar.

## Knowe of Swandro

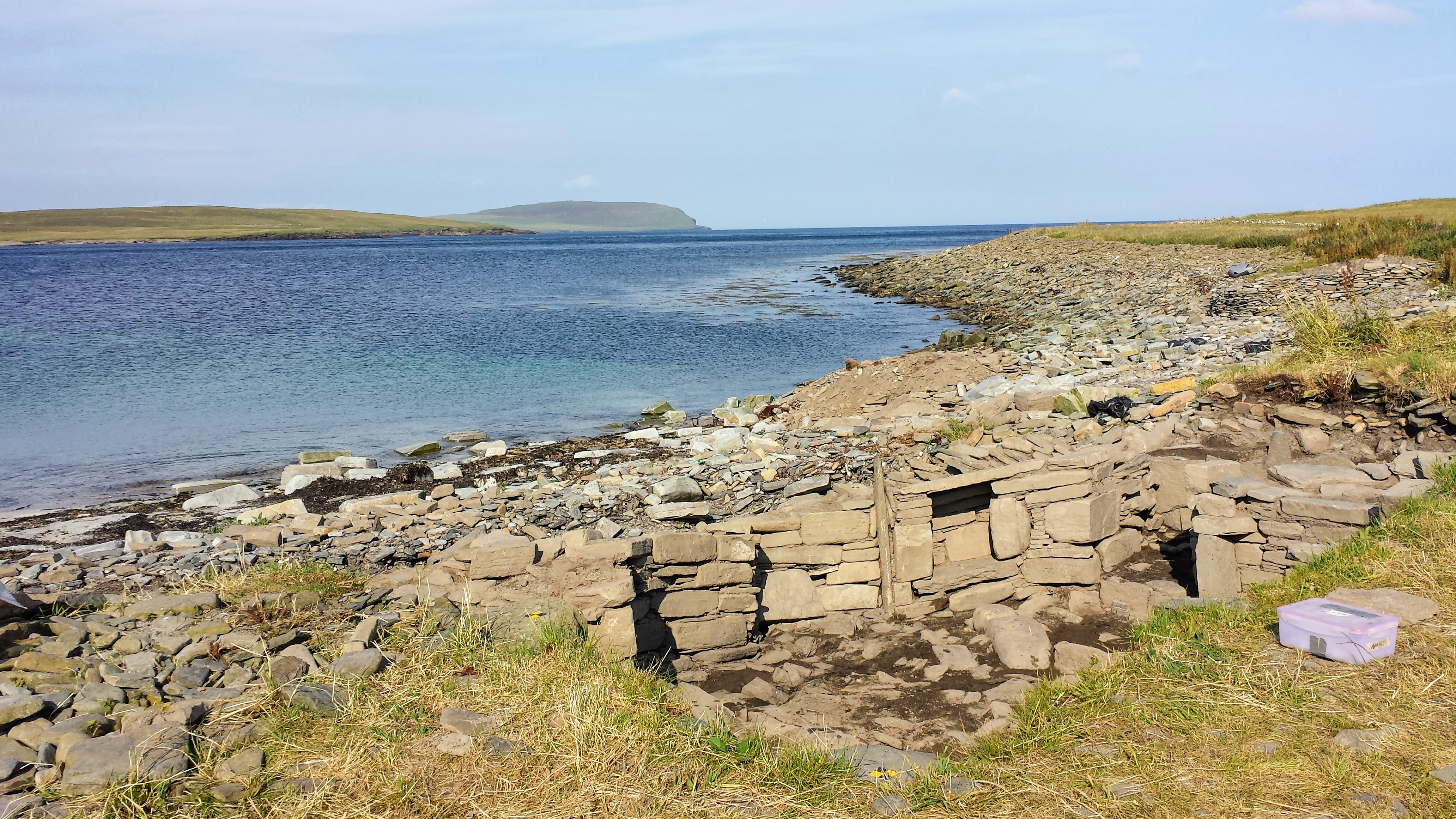
Knowe of Swandro

Der Knowe of Swandro (etwa 200 m vom Knowe of Rowiegar) ist ein großer stark gestörter strandnaher Hügel von 24,0 × 8,0 m Fläche und 1,5 m Höhe, an der Bay of Swandro, auf der Orkneyinsel Rousay in Schottland, der als Broch angesehen wurde. Die Entdeckung von Eisenzeitgebäuden in der Nähe schien die Idee zu stützen.
Ein merkwürdig geformter Stein, der unterhalb des Hügels unter den Kieselsteinen am Strand sichtbar war, zeigte an, dass die Steine Teil eines prähistorischen Gebäudes waren, das an der Hochwassermarke lag, teilweise vom Felsstrand begraben wurde und durch Erosion akut gefährdet bleibt.
Die konzentrischen Ringe von Wandsteinen, die freigelegt wurden wiesen auf ein neolithisches Kammergrab mit späteren Eisenzeiteinbauten, Die Töpferware wies auf die Eisenzeit, was durch die 14C-Datierung von Tierknochen und von Gerste bestätigt wurde, die ein Datum zwischen 25 v. Chr. und 130 n. Chr. ergab.
Möglicherweise handelt es sich im Kern um eine Gruppe von Wikingergräbern. Diese Vermutung wird von der Tatsache gestützt, dass ein typisches Wikingerschwert und ein Schild in der Nähe ausgepflügt wurden. Andererseits können die Wikingerüberreste in eine bestehende Struktur eingebracht worden sein und sind möglicherweise mit der nahe gelegenen Wikingerhalle verbunden.